# Leioproctus truncatulus
Leioproctus truncatulus är en biart som först beskrevs av Cockerell 1913.  Leioproctus truncatulus ingår i släktet Leioproctus och familjen korttungebin. Inga underarter finns listade i Catalogue of Life.